# Zarona
Zarona is een geslacht van vlinders van de familie Lycaenidae.

## Soorten
- Z. bradamante De Nicéville, 1890
- Z. jasoda De Nicéville, 1889
- Z. pharygoides De Nicéville, 1890
- Z. strigatus (Semper, 1889)
- Z. zanella De Nicéville, 1890